# はさみ将棋
はさみ将棋（はさみしょうぎ）とは、歩兵だけを用いて相手の駒をはさんで取る遊ぶ将棋道具を用いた遊びである。

## 遊び方

### 道具
将棋盤と歩兵の駒18個を用いる。

### 初期配置
将棋盤のマスの最下段に歩をそれぞれ9個ずつ配置する。片側は歩を配置し反対側は歩を裏返して「と」として配置することが多い。通常、先手は歩兵、後手はと金を用いる。

| 9  | 8  | 7  | 6  | 5  | 4  | 3  | 2  | 1  |    |
| と | と | と | と | と | と | と | と | と | 一 |
|    |    |    |    |    |    |    |    |    | 二 |
|    |    |    |    |    |    |    |    |    | 三 |
|    |    |    |    |    |    |    |    |    | 四 |
|    |    |    |    |    |    |    |    |    | 五 |
|    |    |    |    |    |    |    |    |    | 六 |
|    |    |    |    |    |    |    |    |    | 七 |
|    |    |    |    |    |    |    |    |    | 八 |
| 歩 | 歩 | 歩 | 歩 | 歩 | 歩 | 歩 | 歩 | 歩 | 九 |

### 駒の動かし方
- 本将棋の歩・と金とは異なる。
- 本将棋の飛車と同様にタテとヨコの方向に何マスでも進むことができる。
- 本将棋のと金のように斜めに進むことはできない。
- 通常の将棋のように直接相手の駒をとることはできない。

|   |   | │  |   |   |
|   |   | │  |   |   |
| ─ | ─ | 歩 | ─ | ─ |
|   |   | │  |   |   |
|   |   | │  |   |   |

|   |   | │  |   |   |
|   |   | │  |   |   |
| ─ | ─ | と | ─ | ─ |
|   |   | │  |   |   |
|   |   | │  |   |   |

### 相手の駒の取り方と勝敗
相手の歩を自軍の歩ではさむことができれば相手の駒を取ることができる。はさまれる歩は、つながっていれば何枚でも良く、つまりこの方法ではタテヨコ合わせて最大9枚まで一度に取れる。なお、自分からはさまりに行っても反則にはならず、取られることもない。
また、盤面の端や四隅を利用して、相手の駒の三方または二方の隣マスを、自分の駒で塞ぐ(囲む)ことにより、囲まれた相手の駒が全く身動きができない状態にしても取ることができる。（例えば、四隅に相手の駒が1枚ある場合、動くことができる横隣と縦隣の2マスともを自分の駒で塞げば取ることができる。複数枚をまとめて囲むことも可能であり、最大9枚までを一度に取ることができる。）
ゲームが進み盤面にある歩が減ってくると相手の駒を取りにくくなるので、一定以上の差がつくか、一方の残りが一定枚数以下になるとそこで終了とするのが一般的である。日本将棋連盟で紹介されているルールでは、5枚取られるか、3枚差以上つけられた直後の1手で差を2枚以内にできなかった時点で負けとなっている。なお、一方が残り1枚になった場合、1枚だけでは相手の駒を挟むことも囲むことも出来ないので必ず終了となる。

### 戦略上の問題
| 9  | 8  | 7  | 6  | 5  | 4  | 3  | 2  | 1  |    |
|    |    |    |    |    |    |    |    |    | 一 |
|    |    |    |    |    |    |    |    |    | 二 |
|    |    |    |    |    |    |    |    |    | 三 |
|    |    |    |    |    |    |    |    |    | 四 |
|    |    |    |    |    |    |    |    |    | 五 |
|    |    |    |    |    |    |    |    |    | 六 |
|    |    |    |    |    |    |    |    |    | 七 |
| 歩 | 歩 | 歩 |    |    |    |    |    | 歩 | 八 |
|    |    |    | 歩 | 歩 | 歩 | 歩 | 歩 |    | 九 |

はさみ将棋には必勝法は存在せず、双方が最善を尽くせば将棋の千日手のような状況になる。
ルールから、「駒を絶対に取られず、かつ無害な着手が何度でも可能な局面」が存在することが分かる。図はその一例で初期配置から4手で到達する。その後は▲6九歩と▲5九歩を適宜に横に動かして1九と9九の空所を維持して手待ちができる。
相手方が負けない局面を構築しようとしたとき、その全パターンを阻止することはできない。つまり両者とも負けないので、熟知した者同士の対戦ではゲームとして成立しない。
この場合、少しでもそのパターンを阻止するには、自分の駒をわざと相手に取らせ、すぐに取り返す「駒の相殺」手段を用いて、お互いの駒を減らす。そうすることにより、駒の配置が横一列や階段状になることが維持できなくなり、相手の布陣に入り込む隙が出来るのでゲームに進展を持たせることが出来る。
しかし、この手段を用いても相手が自駒を取りにこない場合はゲームが進展せず勝敗がつかない。

## はさみ天秤端落とし
はさみ将棋のルールを変化させたゲームとして、はさみ天秤端落としがある。これは通常のはさみ将棋の「相手の歩を自軍の歩ではさむか囲めば取れる」(はさみ)というルールの他、「相手にはさまれる手を指した時、はさんだ相手の駒を取れる」(天秤)、「自分の駒と盤の端ではさむと取れる」(端落とし)というルールが追加されている。このルールでは相手の歩を自軍の歩ではさんで取る場合は縦・横だけでなく斜めでもよい。初期配置の状態から端落としで相手の歩を取ることが可能なので、通常のはさみ将棋が抱えている上述のような戦略上の問題は少なくとも初期配置の段階では発生しない。

## 世界のはさみ将棋
世界には、はさみ将棋に似たボードゲームがいくつか存在する。
古代ギリシアにはpetteia,pessoí,psêphoi,pénte grammaí等の名前で知られていたボードゲームがあった。これが古代ローマに伝わり変化し、Lūdus lātrunculōrum,lātrunculī,lātrōnēs等の名前で知られたボードゲームになったとされる。将棋盤は9×9のサイズの板だが、Lūdus lātrunculōrumは通常12×8のサイズの板を用いていたと考えられている。（発掘の困難の為にはっきりはしない）
東南アジアのタイにはMak-yekというボードゲームがあり、マレーシアではApit-sodokという名前で知られている。8×8の板で、それぞれのプレーヤーの16個の石が1番目と3番目の列に置かれる。（参考文献History of Board Games other than Chess,Harold James Ruthven Murray著,1952年）